# Alan Braxe

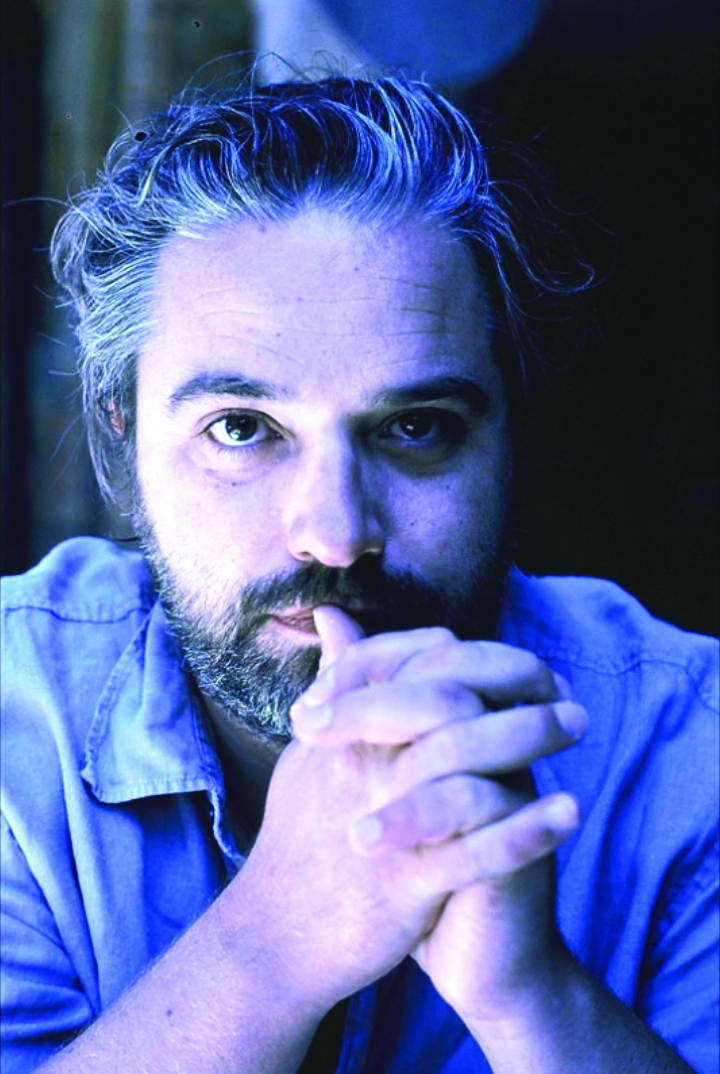
Alan Braxe

Alain Quême, ook bekend als Alan Braxe (9 juli 1971), is een Franse elektronische house producer. 
Braxe is vooral bekend van zijn samenwerking met elektronische bassist Fred Falke en Kris Menace en als onderdeel van het muzikale eenmalige trio Stardust.